# Aguná
Una aguná (en hebreo: עגונה‎, plural: agunot (עגונות); literalmente, "anclada" o "encadenada") es una mujer judía que está atrapada en su matrimonio religioso según lo determinado por la halajá (ley judía). El ejemplo clásico de esta situación es el de un hombre que se ha ido de viaje y no ha regresado, o ha ido a la batalla y está desaparecido en acción. Se utiliza como un término prestado para referirse a una mujer cuyo marido se niega, o no puede, concederle el divorcio (el cual requiere un documento conocido como get). Para que un divorcio sea efectivo, la halajá requiere que un hombre le otorgue a su esposa un get por su propia voluntad. Sin un get, no se reconocerá ningún nuevo matrimonio, y cualquier hijo que pueda tener con otro hombre se considerará mamzer (ilegítimo). A veces es posible que una mujer reciba una dispensa especial de una posek (autoridad halájica), llamada heter aguná, basada en una decisión compleja respaldada por pruebas sustanciales de que se presume que su esposo ha muerto, pero esto no se puede aplicar si el esposo está claramente vivo.
En el pasado, la mayoría de los casos de agunot se debían a la muerte del esposo sin dejar pruebas claras de su fallecimiento, o a una enfermedad mental como la demencia. Hoy en día, muchos casos de agunot surgen como resultado de que un esposo se niega a entregar un get, tal vez buscando un acuerdo de divorcio más favorable, o por venganza. En respuesta, se han organizado grupos de agunot para apoyar a estas mujeres y tratar de encontrar una solución a este problema. Se han propuesto varios tipos de soluciones, pero hasta ahora, ninguna solución ha recibido una aceptación de toda la comunidad judía religiosa. Sin embargo, el acuerdo prenupcial judío es una medida preventiva que se utiliza en las comunidades judías ortodoxas modernas de todo el mundo y es aceptado por autoridades halájicas moderadas.